# Принцесса Анна (гукор)
«Принцесса Анна» — гукор Каспийской флотилии Российской империи, флагман флота во время Персидского похода Петра I 1722—1723 годов.

## Описание судна
Парусный гукор с деревянным корпусом. Длина судна по килю по сведениям из различных источников составляла от 16,6 до 18,94 метра, ширина — 4,7—4,72 метра, а осадка — 1,8—1,83 метра.

## История службы
Гукор «Принцесса Анна» был спущен со стапеля Астраханской верфи в 1722 году, в том же году вошёл в состав Каспийской флотилии России.
Принимал участие в Персидском походе 1722—1723 годов, во время похода нёс кайзер-флаг адмирала Ф. М. Апраксина и выполнял функции флагмана русского флота.
18 (29) июля 1722 года флот вышел из Астрахани и спустя 3 дня подошёл к острову Четыре Бугра, где после совещания командования разделился на несколько отрядов и пошёл к Тереку. На берегу Аграханского залива с кораблей были высажены русские войска, которые после подхода конницы, начали наступление на Дербент по суше.
6 (17) августа 1722 года во главе флота ушёл от Дербента и взял курс на Астрахань

## Командиры судна
Командирами гукора «Принцесса Анна» в разное время служили:
- поручик, а с 27 октября (7 ноября) 1722 года капитан-лейтенант Ф. И. Соймонов (1722 год)[7][8];

### Комментарии
1. ↑  54 фута 6 дюймов.
2. ↑  15 футов 6 дюймов.
3. ↑  6 футов.